# Patagio

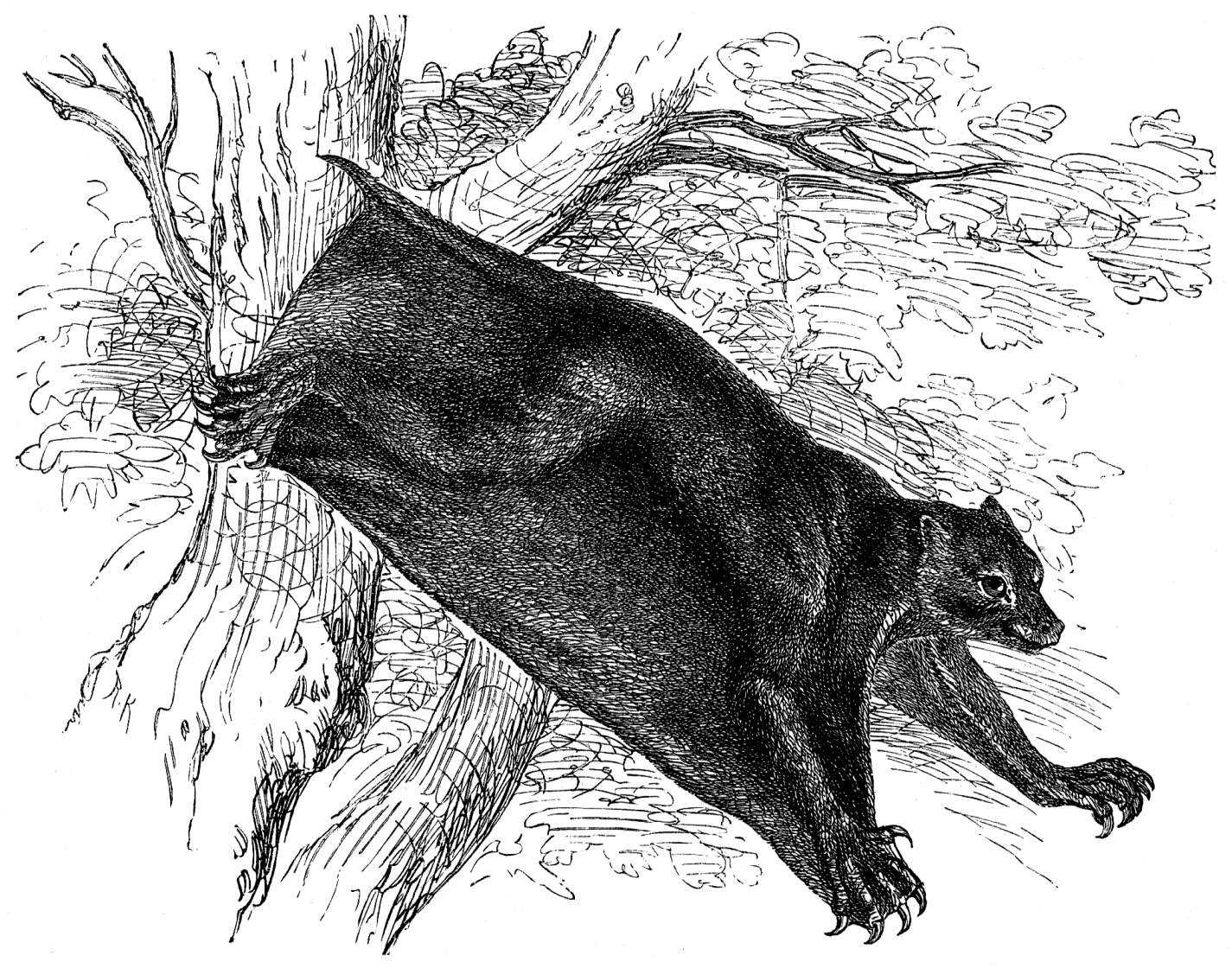
Il patagio visibile nel Cynocephalus volans.

Struttura del patagio nei pipistrelli.

Il patagio è una membrana presente nei pipistrelli per supportare il volo e in alcuni altri mammiferi per effettuare planate. Si estende dalle falangi delle zampe anteriori fino a quelle posteriori e  talvolta include anche la coda. È formato da sottile tessuto cutaneo elastico vascolarizzato, talvolta ricoperto di peluria.
Una simile membrana, formante l'ala era presente negli pterosauri, i rettili volanti mesozoici, ed è tuttora presente nei rettili del genere Draco.

## Il patagio nei Chirotteri
Il patagio dei pipistrelli è suddiviso in 4 differenti parti:
- Propatagio - detto anche membrana antibrachiale, si estende dalle spalle fino al polso e il bordo d'entrate delle ali;
- Plagiopatagio - include la parte della membrana alare tra i fianchi del corpo e il quinto dito;
- Dactylopatagio - sono le porzioni di patagio comprese tra il secondo e terzo, il terzo e il quarto e il quarto e il quinto dito;
- Uropatagio - detto anche membrana interfemorale o notopatagio, si estende tra gli arti inferiori e spesso include la coda. Il suo dispiegamento è supportato da uno sperone cartilagineo posto poco al disopra della caviglia, chiamato calcar.

## Mammiferi che presentano il patagio
- Petaurus breviceps (Petauro dello zucchero)
- Galeopterus variegatus (Galeopiteco della Malesia)
- Cynocephalus volans (Colugo delle Filippine)
- Aeretes spp.
- Aeromys spp.
- Belomys spp.
- Biswamoyopterus spp.
- Eoglaucomys spp.
- Eupetaurus spp.
- Glaucomys spp.
- Hylopetes spp.
- Iomys spp.
- Petaurillus spp.
- Petinomys spp.
- Pteromys spp.
- Petaurista spp.
- Pteromyscus spp.
- Trogopterus spp.